# Сігел (округ Вуд, Вісконсин)
Сігел (англ. Sigel) — місто (англ. town) в США, в окрузі Вуд штату Вісконсин. Населення — 1017 осіб (2020).

## Демографія
Згідно з переписом 2010 року, у місті мешкала 1051 особа в 423 домогосподарствах у складі 332 родин. Було 448 помешкань
Расовий склад населення:
| - 98,4 % — білих - 0,2 % — корінних американців - 0,1 % — азіатів - 1,0 % — осіб інших рас |

До двох чи більше рас належало 0,4 %. Частка іспаномовних становила 1,4 % від усіх жителів.
За віковим діапазоном населення розподілялося таким чином: 19,6 % — особи молодші 18 років, 60,9 % — особи у віці 18—64 років, 19,5 % — особи у віці 65 років та старші. Медіана віку мешканця становила 46,8 року. На 100 осіб жіночої статі у місті припадало 101,7 чоловіків;  на 100 жінок у віці від 18 років та старших — 110,7 чоловіків також старших 18 років.
Середній дохід на одне домашнє господарство  становив 66 235 доларів США (медіана — 62 667), а середній дохід на одну сім'ю — 75 796 доларів (медіана — 73 060). Медіана доходів становила 52 760 доларів для чоловіків та 36 406 доларів для жінок. За межею бідності перебувало 4,2 % осіб, у тому числі 2,4 % дітей у віці до 18 років та 7,9 % осіб у віці 65 років та старших.
Цивільне працевлаштоване населення становило 534 особи. Основні галузі зайнятості: виробництво — 22,7 %, освіта, охорона здоров'я та соціальна допомога — 14,8 %, транспорт — 9,9 %, мистецтво, розваги та відпочинок — 8,8 %.